# Prána

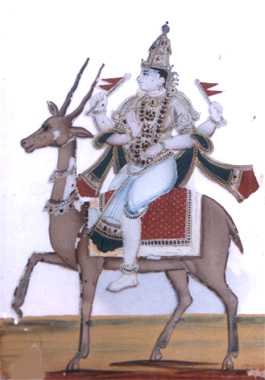
Váju

Prána (arch. prana; v dévanágarí प्राण) je sanskrtské slovo a znamená dech. Je odvozené od kořenu prá, plnit nebo proudit. Podle hinduistické mytologie představuje prána všechny proudy vitálních životních energií dohromady („absolutní energii“) a staví se na stejnou úroveň s Vájuem, hinduistickým božstvem větrů. Ostatní čtyři jsou: apána, udána, samána a vjána. Podle ájurvédy proudí tyto energie tělem člověka, ovládají všechny vitální psychologické a fyziologické procesy, jsou odpovědné za neustálý oběh krve a mízy v organismu, dostávají se do těla kontrakcemi srdce a dýchací soustavou a jsou dopravovány do všech buněk, kde vzniká tzv. buněčné dýchání, jehož nezbytnou podmínkou je příjem fyzické potravy alespoň v omezené míře.
Prána tedy představuje životní energii, kterou potřebuje každý živý organismus, aby byl schopen fungovat na fyzické úrovni. Tyto životní proudy se setkávají v sedmi čakrách, které jsou mezi sebou propojeny soustavou energetických kanálů, tzv. nádi. Jogínské techniky, které podporují tyto tělesné a duchovní proudy životních energií, se nazývají pránajáma.

## Přehled

### Ájurvéda
V Ájurvédě je prána rozdělena do pěti vitálních životních proudů.
1. Prána vata: ovládá všechny vitální psychologické a fyziologické procesy, je odpovědná za neustálý oběh krve a mízy v organismu, dostává se do těla kontrakcemi srdce a dýchací soustavou do všech buněk, kde vzniká tzv. buněčné dýchání.
2. Apána vata: ovládá tlusté střevo a břišní dutinu, vylučovací a sexuální orgány
3. Udána vata: ovládá hrdlo a plíce
4. Samána vata: ovládá žaludek a střeva
5. Vjána vata: ovládá cirkulační soustavu a pokožku